# Pierre Karleskind
Pierre Karleskind (ur. 19 października 1979 w m. Melun) – francuski polityk, inżynier i samorządowiec, wiceprzewodniczący rady regionalnej Bretanii, deputowany do Parlamentu Europejskiego IX kadencji.

## Życiorys
Kształcił się w École polytechnique, ukończył oceanografię w ENSTA ParisTech. Doktoryzował się w tej dziedzinie w instytucie IUEM w ramach Université de Bretagne-Occidentale. Pracował jako konsultant do spraw morskich.
Od 2005 był działaczem Partii Socjalistycznej. W 2008 wszedł w skład rady miejskiej w Breście, a w 2010 w skład rady regionalnej w Bretanii. Współpracownik Jeana-Yves'a Le Driana, objął funkcję zastępcy prezydenta regionu, powierzono mu odpowiedzialność m.in. za sprawy morskie i infrastrukturę portową. Został też prezesem regionalnej agencji SEMAEB oraz centrum naukowego Technopôle Brest-Iroise. Opuścił później socjalistów, dołączając do ugrupowania LREM. Objął w nim funkcję referenta w departamencie Finistère.
W wyborach w 2019 uzyskał mandat posła do Europarlamentu IX kadencji.